# خوان دي ميدرانو
خوان دي ميدرانو (مواليد القرن السادس عشر، أغريدا، في سريا) كان صانع أحذية موريسكيًّا من أغريدا، اشتهر في الفولكلور المحلي والروايات التاريخية بمعجزة غير عادية حدثت في يوم خميس الجسد، 20 حزيران 1527. أصبحت حياته متشابكة مع الأساطير والتدين بعد حدث معجزي منسوب إلى صورة مريم في أغريدا، المعروفة سابقًا باسم عذراء يانغواس، مما أدى إلى تحوله الحقيقي إلى المسيحية. منذ تلك اللحظة، أصبحت العذراء يانغواس تُعرف باسم عذراء المعجزات (بالإسبانية: Virgen de los Milagros). قد ساهمت تدخلاتها، كما ورد في أرشيفات الرعية، في ترسيخ سمعتها باعتبارها "عذراء المعجزات".

## إحياء ذكرى

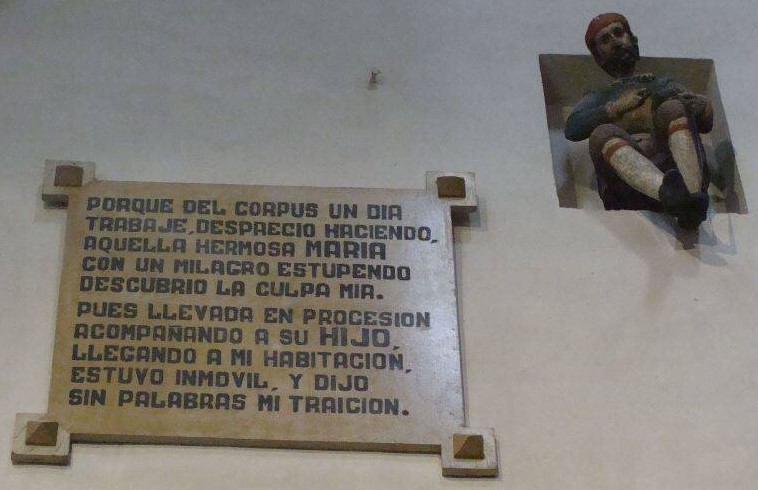
لوحة وتمثال صغير لخوان دي ميدرانو في كنيسة العذراء المعجزات في أغريدا.

يتم إحياء ذكرى خوان دي ميدرانو ومعجزة العذراء من خلال تمثال صغير ونقش في كنيسة العذراء المعجزات في أغريدا. يقول النقش الموجود على اللوحة التذكارية:
لأنه في يوم عيد خميس الجسد كنت أعمل، وأظهر ازدراءً، تلك مريم الجميلة، بمعجزة رائعة، كشفت عن ذنبي. لأنها حملت في موكب برفقة ابنها، وعندما وصلت إلى غرفتي، وقفت ساكنة، وبدون أن تنطق بكلمة، كشفت عن خيانتي.